# Placówka Straży Celnej „Kaszczor”

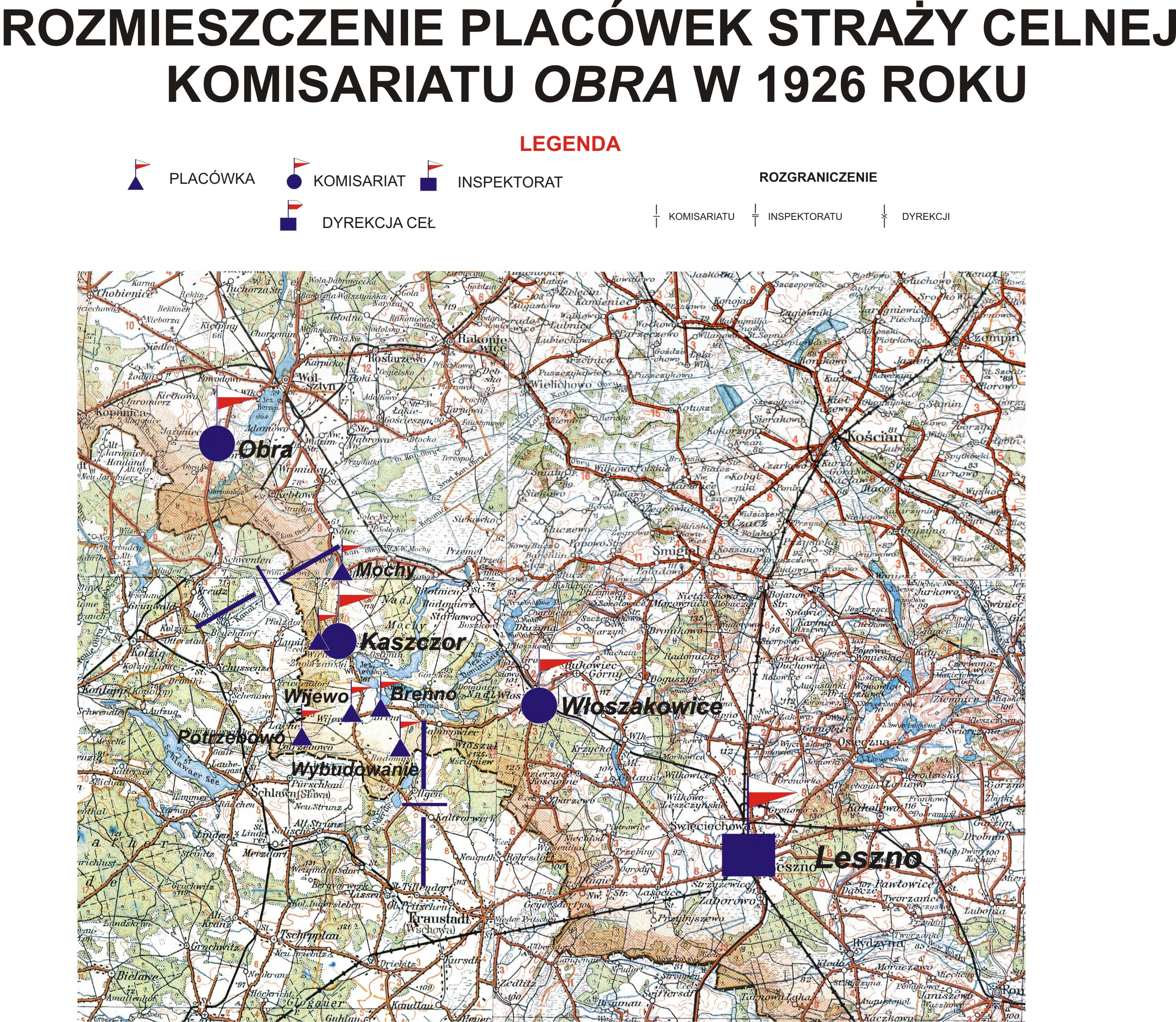
Rozmieszczenie placówek Straży Celnej Komisariatu Kaszczor

Placówka Straży Celnej „Kaszczor” – jednostka organizacyjna Straży Celnej pełniąca w okresie międzywojennym służbę ochronną na granicy polsko-niemieckiej.

## Formowanie i zmiany organizacyjne
Na wniosek Ministerstwa Skarbu, uchwałą z 10 marca 1920 roku, powołano do życia Straż Celną. Od połowy 1921 roku jednostki Straży Celnej rozpoczęły przejmowanie odcinków granicy od pododdziałów Batalionów Celnych. W 1921 roku we Wroniawach stacjonował sztab 2 kompanii 17 batalionu celnego. Kompania wystawiała między innymi placówkę w Kaszczorze. Proces tworzenia Straży Celnej trwał do końca 1922 roku. Placówka Straży Celnej „Kaszczor” weszła w podporządkowanie komisariatu Straży Celnej „Kaszczor” z Inspektoratu SC „Leszno”.
W drugiej połowie 1927 roku przystąpiono do gruntownej reorganizacji Straży Celnej. W praktyce skutkowało to rozwiązaniem tej formacji granicznej. Ochronę północnej, zachodniej i południowej granicy państwa przejęła powołana z dniem 2 kwietnia 1928 roku Straż Graniczna.
Rozkazem nr 3 z 25 kwietnia 1928 roku w sprawie organizacji Wielkopolskiego Inspektoratu Okręgowego dowódca Straży Granicznej gen. bryg. Stefan Pasławski powołał komisariatu SG „Wijewo”. Placówka Straży Granicznej I linii „Kaszczor” znalazła się w jego strukturze.

## Funkcjonariusze placówki
Kierownicy placówki
| stopień    | imię i nazwisko, numer   | okres pełnienia służby | kolejne stanowisko |
| ---------- | ------------------------ | ---------------------- | ------------------ |
| przodownik | Michał Brzeziński (1041) | był w 1926             |                    |

Obsada personalna placówki w 1926:
- przodownik Michał Brzeziński (1041)
- starszy strażnik Władysław Peisert (469)
- strażnik Konrad Kwiotek (1590)
- strażnik Kazimierz Kaczmarek (1525)
- strażnik Władysław Konopczyński (1426)
- strażnik Wojciech Szczepaniak (1458)
- strażnik Franciszek Żukowiak (1185)
- strażnik Jan Kubicki (529)
- strażnik Władysław Jańczak (1523)
- strażnik Władysław Duszyński (3272)
- strażnik Ignacy Świętek (3290)
- strażnik Jan Krupka (1486)
- strażnik Michał Garliński (1719)
- strażnik Antoni Szociński (2728)
- strażnik Józef Kazimierczak (339)